# خيسوس بلازكز
خيسوس بلازكز (بالإسبانية: Jesús Blázquez)‏ هو كاتب ومؤرخ إسباني، ولد في 1962 في ثيبريروس في إسبانيا.